# Holger Lengfeld
Holger Lengfeld (* 1970 in Berlin) ist ein deutscher Soziologe.

## Leben
Holger Lengfeld ist Professor für Soziologie mit dem Schwerpunkt Institutionen und Sozialer Wandel an der Universität Leipzig. Nach dem Abitur 1989 studierte er Wirtschaftswissenschaften an der Hochschule für Wirtschaft und Recht in Berlin und schloss 1994 mit dem Diplom ab. Danach machte er 1998 sein Diplom in Politikwissenschaften an der Freien Universität, ebenfalls in Berlin. Von 1998 bis 2004 war er wissenschaftlicher Mitarbeiter am Institut für Sozialwissenschaften der Humboldt-Universität Berlin. Dort promovierte er 2003 mit einer Arbeit über soziale Gerechtigkeitsvorstellungen in Unternehmen. Im Juli 2004 wechselte er als wissenschaftlicher Mitarbeiter an die Universität Wien, kehrte aber bereits im November 2004 nach Berlin auf eine Stelle als Wissenschaftlicher Assistent an der Freien Universität Berlin zurück. 2008 habilitierte er sich dort mit einer Venia für Soziologie. Von 2006 bis 2010 war er Inhaber der "Ernsting’s family-Stiftungsprofessur für Soziologische Gegenwartsdiagnosen" an der Fernuniversität Hagen, von 2010 bis 2014 hatte er eine Professur für Makrosoziologie und Politische Soziologie am Fachbereich Sozialökonomie an der Universität Hamburg inne. Schwerpunkte seiner Arbeit sind Sozialstrukturanalyse und Ungleichheitsforschung, Soziologie der Europäischen Integration, Wirtschaftssoziologie, Soziologie der Politik sowie Soziologie der Werte.
bildete ein Schwerpunkt die europäischer Solidarität, außerdem Abstiegsangst der Mittelschicht und das Erstarken der Partei Alternative für Deutschland (AfD), wobei sein Schwerpunkt auf der Analyse der durch Umfragen erhobenen Einstellungen und Bewertungen der Menschen liegt. Er tritt zudem regelmäßig in TV-, Radio-, Print- und Onlinemedien als Vermittler von sozialwissenschaftlichen Forschungsergebnissen an eine breitere Öffentlichkeit auf.
Lengfeld ist Research Fellow am Deutschen Institut für Wirtschaftsforschung Berlin (DIW) und Mitglied des Gründungsvorstands der Akademie für Soziologie (AS).

## Schriften (Auswahl)
- Kulturelle und ökonomische Bedrohung. Eine Analyse der Ursachen der Parteiidentifikation mit der „Alternative für Deutschland“ mit dem Sozio-oekonomischen Panel 2016. Zeitschrift für Soziologie 47/2018: 181–199 (mit Clara Dilger)
- Die „Alternative für Deutschland “: eine Partei für Modernisierungsverlierer? Kölner Zeitschrift für Soziologie und Sozialpsychologie 69/2017: 209–232
- Der Fall der Abstiegsangst, oder: Die mittlere Mittelschicht als sensibles Zentrum der Gesellschaft. Eine Trendanalyse 1984–2014. Zeitschrift für Soziologie, 46/2017: 167-184 (mit Jessica Ordemann)Jessica Ordemann
- Do European citizens support the idea of a European welfare state? Evidence from a comparative survey conducted in three EU member states. International Sociology 31/2016: 677-700 (mit Jürgen Gerhards und Julia Häuberer)
- Drifting apart or converging? Grades among non-traditional and traditional students over the course of their studies: a case study from Germany. Higher Education 73/2016: 224-244 (mit Tobias Brändle)
- The Long Shadow of Occupation: Volunteering in Retirement. Rationality and Society 28/2016: 3–23 (mit Jessica Ordemann)
- European Citizenship and Social Integration in the European Union. Routledge, London/New York 2015, ISBN 9781138833609 (mit Jürgen Gerhards).
- Wir ein europäisches Volk? Sozialintegration Europas und die Idee der Gleichheit aller europäischen Bürger. Springer VS, Wiesbaden 2013, ISBN 9783658015299 (mit Jürgen Gerhards).
- European Integration, Equality Rights and People's Beliefs: Evidence from Germany. European Soziological Review 29, 19-31 (mit Jürgen Gerhards).
- Klasse – Organisation – soziale Ungleichheit. Wie Unternehmensstrukturen berufliche Lebenschancen beeinflussen. VS, Verlag für Sozialwissenschaften, Wiesbaden 2010, ISBN 9783531169651.
- Die Angst der Mittelschicht vor dem Abstieg. Eine Längsschnittanalyse 1984-2007. In: Zeitschrift für Soziologie 38, 2009, 379–399 (mit Jochen Hirschle).
- Europäisierung von Gerechtigkeit aus Sicht der Bürger. In: Aus Politik und Zeitgeschichte 47, 2009, 21–26 (mit Jürgen Gerhards).
- Support for European Union's Environmental Policy by Citizens of EU-member and Accession States. In: Comparative Sociology 7, 2008, 215–241 (mit Jürgen Gerhards).
- Organisierte Ungleichheit. Wie Organisationen Lebenschancen beeinflussen. VS, Verlag für Sozialwissenschaften, Wiesbaden 2007, ISBN 3531149644.
- Als Hg: Verteilungsprobleme und Gerechtigkeit in modernen Gesellschaften. Campus-Verlag, Frankfurt am Main/New York 2004, ISBN 9783593374642 (mit Stefan Liebig und Steffen Mau).
- Mitbestimmung und Gerechtigkeit. Zur moralischen Grundstruktur betrieblicher Verhandlungen. Hampp, München/Mering 2003, ISBN 387988790X.
- Als Interdisziplinäre Gerechtigkeitsforschung. Zur Verknüpfung empirischer und normativer Perspektiven. Campus-Verlag, Frankfurt/New York 2002, ISBN 9783593370125 (mit Stefan Liebig).